# Municipio de Sykeston
El municipio de Sykeston (en inglés: Sykeston Township) es un municipio ubicado en el condado de Wells en el estado estadounidense de Dakota del Norte. En el año 2010 tenía una población de 43 habitantes y una densidad poblacional de 0,47 personas por km².

## Geografía
El municipio de Sykeston se encuentra ubicado en las coordenadas 47°27′14″N 99°27′48″O / 47.45389, -99.46333. Según la Oficina del Censo de los Estados Unidos, el municipio tiene una superficie total de 91.77 km², de la cual 90,45 km² corresponden a tierra firme y (1,44 %) 1,32 km² es agua.

## Demografía
Según el censo de 2010, había 43 personas residiendo en el municipio de Sykeston. La densidad de población era de 0,47 hab./km². De los 43 habitantes, el municipio de Sykeston estaba compuesto por el 97,67 % blancos, el 2,33 % eran afroamericanos. Del total de la población el 0 % eran hispanos o latinos de cualquier raza.